# Église Notre-Dame-de-l'Assomption d'Estrées-lès-Crécy
L'église Notre-Dame-de-l'Assomption d'Estrées-lès-Crécy est située dans la commune d'Estrées-lès-Crécy, dans le département de la Somme, à une vingtaine de kilomètres au nord d'Abbeville.

## Historique
C'est à l'origine une chapelle de hameau, dédiée à saint Nicolas, construite en 1251, alors que le seigneur du lieu est Bernard d'Amiens.
L'église actuelle Notre-Dame-de-l'Assomption d'Estrées-lès-Crécy a été construite au XVIe siècle, en 1547, sur les bases de la chapelle, alors que l'abbaye de Forest-Montiers perçoit la dîme. 
Un siècle plus tard, en 1647, on ajoute deux chapelles latérales.
La paroisse d'Estrées est créée en 1749.
Des travaux de réhabilitation sont entrepris au XVIIIe siècle et au début du XIXe siècle. En 1838, on complète l'édifice avec des latéraux en brique. En 1848, le clocher-mur d'origine est remplacé par une tour plus classique.
Le chœur et le transept sont protégés au titre des monuments historiques : inscription par arrêté du 19 février 1926. L'église a fait l'objet de travaux de restauration en 2015-2017.
Après la mise en sécurité des voûtes du chœur et du transept en 2015-2016, l'église a bénéficié, en 2018, de la première sélection de la Mission Bern. Une restauration des parties extérieures notamment des contreforts, pour permettre une restauration de l’arc triomphal, des voûtes du transept et du chœur..

## Caractéristiques

### Extérieur
Le chœur et le transept de l'église, construits en pierre, sont plus élevés que la nef. Ils sont de style gothique flamboyant. Le chœur se termine par une abside à trois pans. La nef et le clocher sont construits en brique et pierre.

### Intérieur
Les voûtes du chœur et du transept sont en pierre et ornées de clefs pendantes figurées et historiées (sainte Véronique, Christ en Majesté, agneau pascal) ; la nef est voûtée de bois.
L'église conserve un certain nombre d'objets ou d'œuvres d'art protégés en tant que monuments historiques :
- statue de la Vierge au Calvaire, en bois polychrome (XVIe siècle)[7] ;
- statue de sainte Anne assise, en bois polychrome (XVIIe siècle)[8] ;
- maître-autel (XVIIIe siècle), de style rocaille, en bois en partie doré avec tabernacle et ostensoir [9] ;
- quatre statues de saint Pierre, saint Jean au calvaire, sainte Barbe et saint Éloi, en terre cuite polychrome (début du XIXe siècle)[10] ;
- saint Nicolas en bois doré (XIXe siècle)[11] ;
- bancs en bois de la nef (XIXe siècle)[12].